# Sitinjo (plaats)
Sitinjo is een bestuurslaag in het regentschap Dairi van de provincie Noord-Sumatra, Indonesië. Sitinjo telt 4047 inwoners (volkstelling 2010).